# Эйтоур Инги Гюннлёйгссон
Э́йтоур И́нги Гю́ннлёйгссон (исл. Eyþór Ingi Gunnlaugsson; род. 29 мая 1989 года в Дальвике, Исландия) — исландский рок-музыкант, представитель Исландии на конкурсе песни «Евровидение 2013 в Мальме». Певец выступил в 2 полуфинале под номером 8 и занял 6 место со 72 баллами, что позволило ему выступить в финале. В финале Эйтоур выступил под номером 19 и занял 17 место со 47 баллами.

## Биография
Эйтоур родился в маленьком городке Дальвике на севере Исландии в семье рыбака Гюннлёйгура Антоссона (Gunnlaugur Antonsson) и Гвюдбьёрг Стефансдоуттир (Guðbjörg Stefánsdóttir). Эйтоур — старший ребёнок, у него есть две младшие сетры Эллен Ир (Ellen Ýr) и Элиса Рюн (Elísa Rún). Ноябрь 2011 года ознаменовался важным событием — у них с Софией Оуск (Soffía Ósk Guðmundsdóttir) родилась дочь Эльва Марин, и Эйтоур стал не только отчимом, но и отцом (у Софии уже были две дочери от предыдущего брака). Летом 2013 года состоялась свадьба Эйтоура и Софии.

## Творчество
Эйтоур с детства занимался музыкой, со школьными друзьями создал гаражную группу. Он победил в песенном конкурсе среди колледжей Исландии, выступая за VMA. После этой победы его заметил музыкант Bubba Morthens и пригласил на телевизионный музыкальный конкурс Bandið hans Bubba, где мальчик снова стал победителем.
Помимо музыки Эйтоур с детства интересовался театром. Уже в подростковом возрасте он играл в мюзикле «Oliver!» в театре Дальвика, после чего в 2007 году Эйтоура пригласили в спектакль «Óvitar» театра города Акюрейри. Во время учёбы в колледже он исполнил роль Иисуса в мюзикле Иисус Христос — суперзвезда. В 2012 году он принял участие в постановке мюзикла The Rocky Horror Picture Show в роли дворецкого Рифф Рафф. За эту роль он был номинирован на исландскую премию Gríman. Играл в мюзиклах Волосы — в роли Джорджа Бергера (2011), Отверженные — в роли Мариуса (2011—2012).
Помимо этого Эйтоур так же принимает участие в разнообразных трибьют-концертах, которые очень популярны в Исландии. Среди них трибьют-концерты Deep Purple, Freddie Mercury, ELO, Led Zeppelin, Jeff Buckley, Sconrokk и другие. В 2011 году Эутоур заменил вокалиста исландской рок-группы Todmobile Эйтоура Арналдса (Eyþór Arnalds) и с тех пор выступает в составе этой группы. В 2013 году совместно со школьными друзьями записал дебютный альбом под названием Eyþór Ingi & Atómskáldin. В составе группы Eldberg Эйтоур записал два альбома.
Весной 2015 года Эйтоур приступил к работе над музыкой к интернациональному независимому художественному фильму Alfheim’s Edge режиссёра и оператора Сэма Мэрдона. Это его первый опыт работы кинокомпозитором.

## Дискография

### Альбомы
- Á augnabliki… lokar þú augunum (2009) [Best fyrir]
- 7 (2011) [Todmobile]
- Eldberg (2011) [Eldberg]
- Vegferð (2012) [Þormar Ingimarsson]
- Eyþór Ingi & Atomskáldin (2013) [Eyþór Ingi & Atomskáldin]
- Úlfur (2014) [Todmobile]
- Revolution in the Elbow of Ragnar Agnarsson Furniture Painter (2014) [Ívar Páll Jónsson]
- Þar er heimur hugans (2015) [Eldberg]

### Синглы
- Hjartað þitt (2008)
- Þá kem ég heim (2011)
- Desemberljóð (2011)
- Minning um mann (2013)
- Ég á líf (2013; #1 ISL)